# Ло, Дуглас
Дуглас Ло (англ. Douglas Laux, родился 20 января 1983 года в Огайо) — сотрудник ЦРУ, работавший на протяжении восьми лет под прикрытием на Ближнем Востоке и в Афганистане и ушедший в отставку в 2013 году; в настоящее время деятель шоу-бизнеса. Автор мемуаров «Left of Boom» о своём участии в войне против терроризма.

## Деятельность в ЦРУ
Отец — участник Вьетнамской войны; также есть брат. Изначально Ло собирался стать офтальмологом. Окончил Индианский университет со степенью бакалавра политических наук и востоковедения (изучал японский язык), собирался строить карьеру в государственных учреждениях. По его словам, на его желание работать со спецслужбами повлияли последствия терактов 11 сентября 2001 года: он чуть не бросил учёбу из-за желания помочь стране. После окончания университета некоторое время работал в компании DHL.
В ЦРУ работал с 2005 года: на протяжении 8 лет Ло работал в ближневосточном отделе ЦРУ, неоднократно был в Афганистане, где занимался предотвращением терактов по стране, сбором информации о деятельности «Аль-Каиды» и «Талибана» и ликвидацией высшего руководства этих террористических группировок (в том числе участвовал в операции «Копьё Нептуна» по ликвидации Усамы бен Ладена). За время обучения Ло выучил наизусть Коран и даже перевёл его на пушту. Из-за серьёзных проблем в личной жизни некоторое время злоупотреблял алкоголем, однажды перенёс серьёзную болезнь, находясь в Афганистане. Согласно интервью, данному на портале Reddit, он утверждал, что в качестве легенды использовал биографию мелкого продавца, а перед отъездом в Афганистан сообщил родителям, что едет на Гавайи; в свою очередь, в ходе всяческих командировок девушки, с которыми он встречался, подозревали его не то в измене, не то в связях с организованной преступностью, занимавшейся сбытом наркотиков.
В 2012 году Ло должен был отправиться в Сирию для установления контакта с антиправительственными вооружёнными группировками: директор ЦРУ Дэвид Петреус утвердил план использования этих группировок для свержения президента Башара Асада, отметив необходимость вооружения «умеренных» группировок. Однако Ло предстояло в крайне сжатые сроки изучить досконально ситуацию в стране, историю и культуру Сирии, что он считал невыполнимым, поскольку говорил лишь на пушту и определённых диалектах арабского, а фактически его собирались отправить в Сирию без толковой подготовки. В феврале 2013 года Дуглас Ло, недовольный подобными условиями, ушёл из ЦРУ.
По собственным словам, Ло продолжил следить за событиями на Ближнем Востоке и после увольнения: так, он заявил, что не нашёл в Сирии никого из представителей «умеренной» оппозиции, поскольку там были одни фанатичные джихадисты.

## После ЦРУ
В апреле 2016 года Ло опубликовал свои мемуары «Перед взрывом: как молодой сотрудник ЦРУ внедрился в «Талибан» и «Аль-Каиду»» (англ. Left of Boom: How A Young CIA Case Officer Penetrated the Taliban and Al-Qaeda). По его словам, его бывшие коллеги возненавидели его за публикацию этой книги.
В 2017 году Ло участвовал в съёмках телесериала «Миллионы Пабло Эскобара» (англ. Finding Escobar's Millions) на Discovery Channel, вышедшего на экраны 3 ноября 2017 года: будучи исполнительным продюсером и автором идеи, он вместе с напарником побывал в Колумбии, где неоднократно разговаривал с местными на тему Эскобара и изучал материалы по уголовным делам в отношении покойного, выясняя, какое именно ему имущество действительно принадлежало. В сентябре 2017 года статья о нём появилась в журнале Playboy. Также он был судьёй в реалити-шоу «Spy Games» на телеканале Bravo.
Ло также работает ди-джеем и ведёт подкаст Markhor Radio, ставя композиции в жанре прогрессив-хаус и даунтемпо: к октябрю 2020 года число подкастов достигло 104. С осени 2019 года работает в некоммерческой организации CVLSRVNT, занимающейся помощью жителям штата Огайо, работающим за границей, а также подменяет учителей в начальных школах округов Оглейз и Мерсер.